# IQ Foil
L'IQ Foil è una tavola a vela di tipo foiling. La classe è stata selezionata per sostituire l'RS:X alle Olimpiadi di Parigi 2024 nella categoria windsurf.